# STAT5A
El transductor de señales y activador transcripcional 5A (STAT5A) es una proteína codificada en humanos por el gen stat5A.
Esta proteína pertenece a la familia de los factores de transcripción STAT. En respuesta a las citoquinas y a los factores de crecimiento, los miembros de la familia STAT son fosforilados por receptores asociados a quinasas, formando homo- o heterodímeros que se translocan al núcleo donde actúan como activadores transcripcionales. La proteína STAT5B es un intermediario de la transducción de señales iniciada por diferentes ligandos, tales como IL-2, IL-3, IL-7, GM-CSF, eritropoyetina, trombopoyetina y diversas hormonas de crecimiento. La activación de esta proteína en mielomas y linfomas asociados con la fusión TEL/JAK2 es independiente del estímulo celular a que se vea sometida, y ha demostrado ser esencial en el proceso de tumorogénesis. El ortólogo de este gen en ratón es capaz de inducir la expresión de BCL2L1/BCL-X(L), lo que sugiere una función anti-apoptótica de este gen.

## Interacciones
La proteína STAT5A ha demostrado ser capaz de interaccionar con:
- Receptor de factor de crecimiento epidérmico[4][5]
- NMI[6]
- ERBB4[7][4]
- PTPN11[8][9]
- Receptor de eritropoyetina[10]
- Janus quinasa 2[11][12]
- CRKL[13]
- MAPK1[14][15]
- Janus quinasa 1[12]